# Бербера
Бербе́ра (сомал. и англ. Berbera, араб. بربرة‎) — город на северо-западе Сомали, шестой по численности город Сомали после Могадишо, Харгейсы, Буръо, Босасо и Беледуэйне, второй по численности город непризнанного государства Сомалиленд после Харгейсы. Наиболее защищённая гавань на южном побережье Аденского залива.
Город был административным центром Британского Сомали до 1941 года.
Сооружение глубоководного порта закончено в 1969 году советскими военными строителями. До гражданской войны в Сомали он использовался как советская военно-морская база, позже использовался американцами. В настоящее время используется в качестве торгового порта.
Морским путём связан с йеменским Аденом, находящимся в 255 км севернее. Автомобильными дорогами город соединён с сомалийскими континентальными городами Харгейса (150 км) и Буръо (120 км), а также со столицей соседней Эфиопии Аддис-Абеба (790 км).
Начиная с 1998 года, когда Эритрея закрыла для Эфиопии порт Асэб в результате эритрейско-эфиопской войны, порт Бербера является основным экспортно-импортным портом для Эфиопии, не имеющей собственного выхода к морю. Для непризнанного Сомалиленда это крупнейший источник поступления иностранной валюты.

## Аэропорт в Бербере

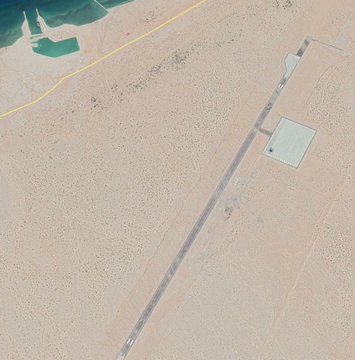

В начале 1970-х годов СССР построил в городе крупнейшую взлётно-посадочную полосу для своей военно-морской авиации. Длина полосы — рекордная в Африке — 4140 метров. После изменения политической ситуации с началом войны за Огаден осенью 1977 года сотрудничество с СССР было закончено, и его место немедленно заняли США. Полоса перешла под управление американских военных и до распада Сомали в 1991 году была в списке резервных посадочных полос для американских космических Шаттлов.
В настоящий момент гражданские пассажирские полеты осуществляются авиакомпаниями из ОАЭ, Кении и Эфиопии.